# Lettow-Vorbeck-Kaserne (Hamburg)
Die Lettow-Vorbeck-Kaserne war eine Kasernenanlage in Hamburg-Jenfeld, die von 1934 bis 1999 militärisch genutzt wurde. Sie umfasste 35,602 Hektar. Auf dem Gelände befindet sich heute das Stadtviertel Jenfelder Au mit Wohnbebauung und Gewerbebetrieben sowie öffentlichen Einrichtungen und Sportstätten.

## Geschichte

### Bau und Nutzung durch die Wehrmacht
Im Rahmen der Aufrüstung der Wehrmacht wurde in Hamburg-Jenfeld zur Errichtung einer Doppelkaserne 1934 ein Grundstück mit 114.201 Quadratmetern (für spätere Lettow-Vorbeck-Kaserne) sowie westlich davon eine weitere Fläche mit 195.695 Quadratmetern (für spätere Estorff-Kaserne) erworben. Noch im selben Jahr begann der Bau der späteren Lettow-Vorbeck-Kaserne für 920 Soldaten, 1935 die Errichtung der späteren Estorff-Kaserne für 1250 Soldaten. Die beide Kasernen erschließende wie auch trennende öffentliche Straße, der Loher Weg, wurde in Tangastraße (heute: Wilsonstraße) nach der Schlacht von Tanga umbenannt.
Die spätere Lettow-Vorbeck-Kaserne wurde als erste fertiggestellt, so dass am 15. Oktober 1935 der Regimentsstab und das II. Bataillon des Infanterieregiments 69 einziehen konnten. Die andere Garnison, die spätere Estorff-Kaserne, wurde am 8. April 1936 bezogen und mit dem I. Bataillon sowie der 13. und 14. Kompanie des Infanterieregiments 69 belegt. Der Regimentsstab wechselte im Frühjahr 1937 in die Estorff-Kaserne. Das III. Bataillon lag in Hamburg-Harburg, das Ergänzungsbataillon in Hamburg-Altona. Die Namensgebung der Kasernen und der Straße sowie der verwendete Bauschmuck in Form von Reliefs und Denkmälern orientierte sich an der militärischen Geschichte der ehemaligen deutschen Kolonien. Die westliche Kaserne erhielt am 5. Februar 1937 den Namen Lettow-Vorbeck-Kaserne (nach Paul von Lettow-Vorbeck), die östliche am 24. April 1938 den Namen Estorff-Kaserne (nach Ludwig von Estorff).
Das Infanterieregiment 69 war ab 1. September 1939 am Überfall auf Polen beteiligt und fortan nicht mehr in Hamburg stationiert. Am 27. März 1943 wurde aus dem Stab des Grenadierersatzregiments (mot.) 20 der Stab Kommandeur der Panzertruppen X in der Estorff-Kaserne gebildet. Im September 1944 verlegte dieser Verband in die Niederlande und dort im Oktober 1944 zum Grenadierregiment 1224 umgegliedert. In Hamburg erfolgte die Neuaufstellung des Stabes Kommandeur der Panzertruppen X mit letztem Einsatz im April 1945 an der Weser. In der Estorff-Kaserne befand sich zudem das Panzergrenadierersatz- und Ausbildungsbataillon 90 mit der Stamm- und 1./Marschkompanie, die am 1. Dezember 1944 neu aufgestellt worden war. Des Weiteren waren in der Lettow-Vorbeck-Kaserne die Dolmetscherkompanie X, die Panzergrenadiergeschützersatz- und Ausbildungskompanie 20 sowie die Panzergrenadiernachschubersatz- und Ausbildungskompanie 20 stationiert.
Darüber hinaus war während des Zweiten Weltkriegs in der Estorff-Kaserne eine Arrestanstalt der Wehrmachtsjustiz im Wehrkreis X eingerichtet.

### Britische Besatzung
Während der Besatzung durch die Britische Rheinarmee nach dem Zweiten Weltkrieg kam Ende Februar 1946 das 2nd Battalion Irish Guards in die Estorff-Kaserne und die Anlage wurde noch im selben Jahr in St Patrick’s Barracks umbenannt. Im März 1947 zog diese Einheit wieder ab. In der Lettow-Vorbeck-Kaserne lagen 1946 das 2nd Battalion Scots Guards, die ihren Standort als St Andrew’s Barracks benannten. Im Dezember 1946 verließ dieses Bataillon die Kaserne.

### Belegung durch die Bundeswehr

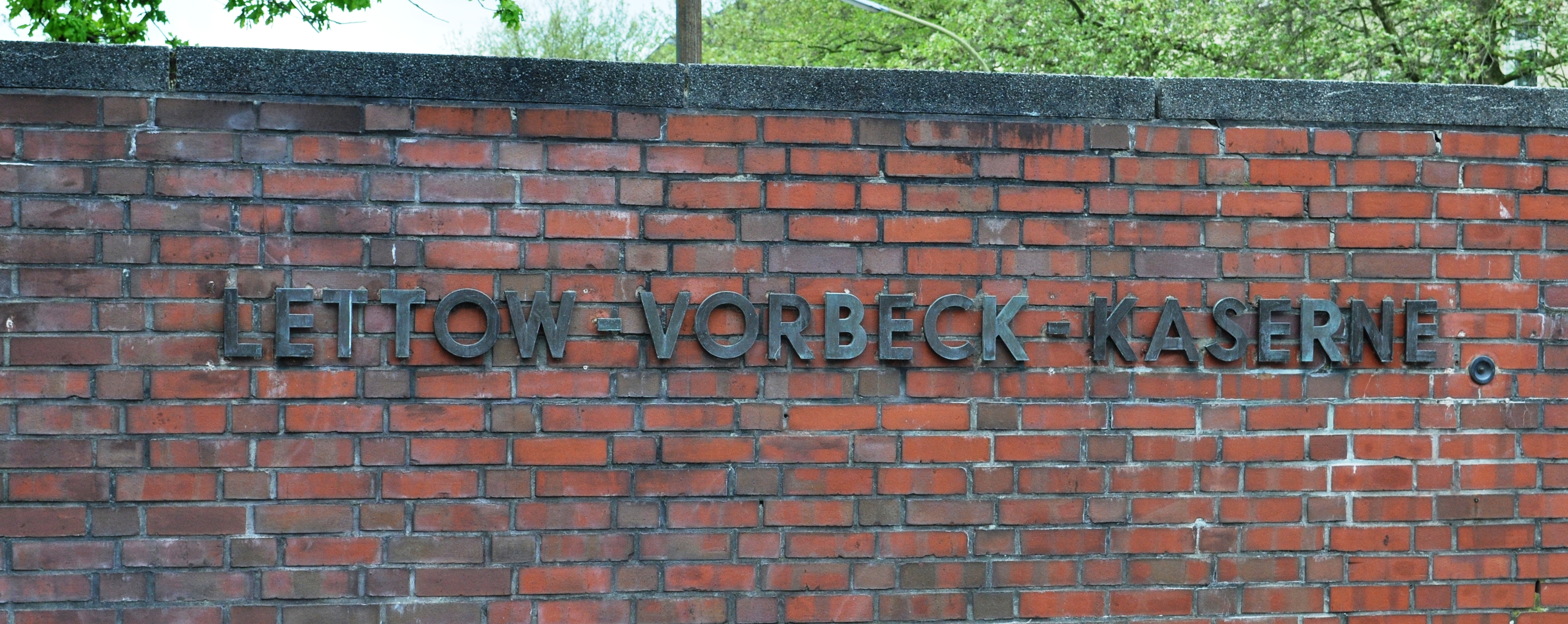
Namensschild an der nördlichen Wache der Wilsonstraße

Mit der Gründung der Bundeswehr wurden für die neuen Streitkräfte Truppenunterkünfte benötigt. In Hamburg identifizierte das Bundesverteidigungsministerium bereits im Dezember 1955 insgesamt 6 ehemalige Wehrmachtskasernen für die Stationierung, darunter die Lettow-Vorbeck-Kaserne und die Estorff-Kaserne. Allerdings waren beide Kasernen dem Sozialministerium von Nordrhein-Westfalen als Durchgangslager überlassen. Je 3000 Flüchtlinge und 40 Gewerbebetriebe waren hier noch untergebracht. Obwohl damit eine Entscheidung zur Räumung der Kasernen gefallen war, führten die Flüchtlingsströme aus den Gebieten jenseits der Oder-Neiße-Grenze und der DDR zu Verzögerungen bei der Übergabe der Anlagen. So konnte die Lettow-Vorbeck-Kaserne erst im August 1958 geräumt und 1959 von der Bundeswehr übernommen werden. Die vorgesehene Unterbringung der Heeresoffizierschule II fand jedoch nicht statt, vielmehr kam diese in die Douaumont-Kaserne in Hamburg. Die Estorff-Kaserne wurde zwar teilweise 1960 an die Bundeswehr übergeben, doch noch im August 1961 erschien die geplante vollständige Räumung zum 30. September 1961 durch weitere Flüchtlinge aus der DDR nicht möglich. Mit dem Bau der Berliner Mauer und die Schließung der innerdeutschen Grenze durch die DDR änderte sich dies.
Die Lärmbelastung der Wohnquartiere in der Umgebung und an der Strecke zum Standortübungsplatz Höltigbaum durch Kettenfahrzeuge der Bundeswehr führte zu Protesten. Dies betraf auch die Hanseaten-Kaserne in Hamburg-Horn und die Boehn-Kaserne. Deshalb wurden verschiedene Lösungen der Truppenverlagerung erwogen. So sollte das Lehrbataillon der Heeresoffizierschule II in die Lettow-Vorbeck-Kaserne ziehen, um die Distanz zum Übungsgelände zu verringern. Im Ergebnis wurde aus der Estorff-Kaserne die Panzerpionierkompanie 170 abgezogen und nach Lübeck verlegt.
Die Zusammenlegung zu einem Standort erfolgte 1973/1974. Die öffentliche Straße zwischen den bisherigen Kasernen wurde eingezogen und Teil des militärischen Geländes. Sie wurde zwischenzeitlich als Estorff-Lettow-Vorbeck-Kaserne bezeichnet. Am 7. August 1975 erhielt das gesamte Areal schließlich den Namen Lettow-Vorbeck-Kaserne. Während der Nutzung durch die Bundeswehr erweiterte man die Anlage im Süden um Fahrzeughallen und einen umfangreichen Instandsetzungsbereich.
Zur Zeit der Wende in der DDR wurden Teile des hier stationierten III. Bataillons des 1. Luftwaffenausbildungsregiments inklusive des Bataillonsstabes in die zu diesem Zeitpunkt freie Eggerstedt-Kaserne in Pinneberg ausgelagert, um ab 4. Januar 1990 Flüchtlinge aus der DDR einzuquartieren. Dazu wurden die Kompaniegebäude nördlich des Exerzierplatzes behelfsmäßig durch Bauzäune abgetrennt und konnten nur noch durch das nordwestliche Tor erreicht werden. Der militärische Bereich der Kaserne konnte nur noch durch das südöstliche Tor betreten werden. Für Aussiedler standen bis zu 460 Plätze in der Kaserne zur Verfügung.

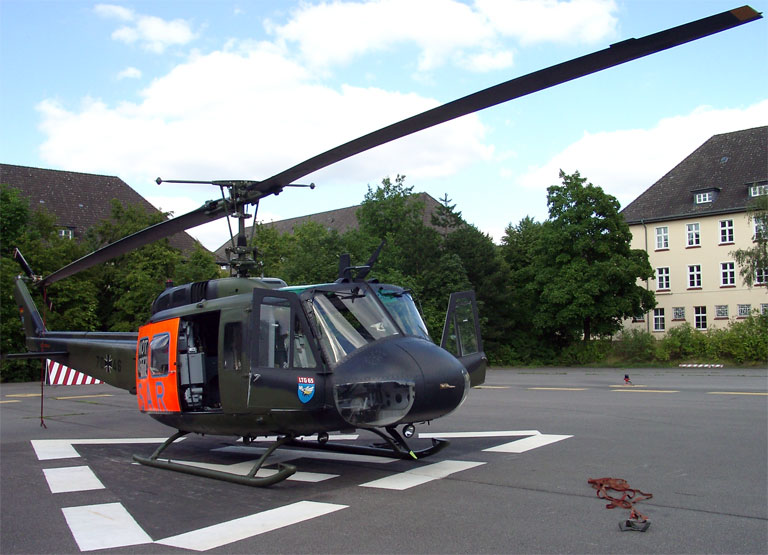
Rettungshubschrauber auf dem alten Exerzierplatz

Folgende Stäbe, Verbände, Einheiten und Dienststellen der Bundeswehr waren in der Lettow-Vorbeck-Kaserne stationiert:
| Einheit | Stationierung ab  | Herkunft | Stationierung bis  | Verbleib | Stationierung in |
| --- | ----------------- | --- | ------------------ | --- | --- |
| Feldzeugbataillon 511 | 2. März 1959      | verlegt nach Aufstellung in der Litzmann-Kaserne in Hamburg-Horn am 1. August 1956 | 15. März 1959      | umbenannt in Instandsetzungsbataillon 460 unter Abgabe der schweren Instandsetzungskompanie 561 und der mittleren Instandsetzungskompanie 546                     | Lettow-Vorbeck-Kaserne |
| Instandsetzungsbataillon 460 | 15. März 1959     | aus Feldzeugbataillon 511 | 30. September 1972 | umbenannt in Instandsetzungsbataillon 640 | zunächst Lettow-Vorbeck-Kaserne, später Estorff-Kaserne                                                                                                   |
| Versorgungsbataillon 176 (ohne 3. Kompanie)                                                                                       | 1. Juli 1959      | neu aufgestellt | 30. September 1972 | aufgelöst, 1. und 4. Kompanie zur Nachschubkompanie 170, 2. Kompanie zur Sanitätskompanie 170 (GerEinh), 3. Kompanie zur Instandsetzungskompanie 170              | Lettow-Vorbeck-Kaserne |
| Feldjägerwachkommando Hamburg II                                                                                                  | unbekannt         | Verlegung aus Sophienterrasse nach Aufstellung am 1. Mai 1959 in Neumünster | 1963               | umbenannt in Feldjägerdienstkommando Hamburg II | |
| Jägerbataillon 617 (GerEinh) | 1. April 1960     | neu aufgestellt als Geräteeinheit und eingelagert in der Lettow-Vorbeck-Kaserne | 1971               | umbenannt in Jägerbataillon 171 | Lettow-Vorbeck-Kaserne |
| Panzerpionierkompanie 170 | 17. November 1960 | neu aufgestellt in der Estorff-Kaserne | 1. Oktober 1969    | verlegt nach Lübeck, Trave-Kaserne | Estorff-Kaserne |
| Flugabwehrbatterie 170 | 1. April 1962     | verlegt nach Aufstellung am 16. November 1961 in Schleswig, Kaserne Auf der Freiheit                                                                                                  | Juli 1967          | verlegt nach Traunstein unter gleichzeitiger Umbenennung in 4./Flugabwehrbataillon 8                                                                              | Estorff-Kaserne |
| Instandsetzungsausbildungskompanie 19/1                                                                                           | 1. November 1962  | neu aufgestellt | 31. März 1981      | umbenannt in Instandsetzungsausbildungskompanie 5/6 | Lettow-Vorbeck-Kaserne |
| Feldjägerwachkommando Hamburg II                                                                                                  | 1963              | aus Feldjägerwachkommando Hamburg II | 1972               | aufgelöst | Lettow-Vorbeck-Kaserne |
| Panzerjägerkompanie 170 | November 1968     | verlegt aus Graf-Goltz-Kaserne in Hamburg | November 1969      | verlegt in die Sachsenwald-Kaserne, dort in Panzerjägerkompanie 160 umbenannt                                                                                     | Estorff-Kaserne |
| Jägerbataillon 171 (GerEinh) | 1971              | aus Jägerbataillon 617 | 30. September 1982 | umbenannt in Jägerbataillon 116, verlegt nach Varel, Mobilmachungsstützpunkt Friedrichsfeld und 11. Panzergrenadierdivision zugeordnet                            | Lettow-Vorbeck-Kaserne |
| 3./Feldjägerbataillon 610 | Juni 1972         | Umbenennung der 3./Feldjägerbataillon 710 und Verlegung aus Heide, Wulf-Isebrand-Kaserne                                                                                              | 1. März 1997       | verlegt in die Röttiger-Kaserne | Lettow-Vorbeck-Kaserne |
| Materialausstattung Sanitätsbereich 10/2                                                                                          | 1. Juli 1972      | neu aufgestellt | 30. September 1996 | aufgelöst | Lettow-Vorbeck-Kaserne |
| Nachschubkompanie 170 | 1. Oktober 1972   | aus 1./ und 4./Versorgungsbataillon 176 aufgestellt | 30. September 1992 | eingegliedert in Nachschubbataillon 6, Scholtz-Kaserne in Neumünster                                                                                              | Lettow-Vorbeck-Kaserne |
| Instandsetzungsbataillon 640 | 1. Oktober 1972   | aus Instandsetzungsbataillon 460 | 17. Dezember 1975  | umbenannt in Instandsetzungsbataillon 6 | Estorff-Lettow-Vorbeck-Kaserne |
| Ausbildungskompanie 1/6 | 1. Oktober 1972   | verlegt nach Aufstellung am 1. Juli 1960 und Unterstellung unter Panzerartilleriebataillon 177 Ende 1960 aus der Hamburger Boehn-Kaserne; nun Instandsetzungsbataillon 640 zugeordnet | 31. März 1980      | umbenannt in Instandsetzungsausbildungskompanie 1/6 | Lettow-Vorbeck-Kaserne |
| III./Luftwaffenausbildungsregiment 1 mit 11./ bis 14./, Luftwaffensanitätsstaffel und Flugabwehrkanonenbatterie 11 (GerEinh)      | Juli/August 1973  | verlegt aus Hanseaten-Kaserne in Hamburg-Horn | 30. September 1988 | neu aufgestellt am Standort als III./Luftwaffenausbildungsregiment 1 mit 9./ bis 12./, Flugabwehrkanonenbatterie 11 (GerEinh) und Luftwaffensanitätstrupp 1 bis 3 | Lettow-Vorbeck-Kaserne |
| Instandsetzungsbataillon 6 | 17. Dezember 1975 | aus Instandsetzungsbataillon 640 | 31. März 1997      | verlegt in die Rantzau-Kaserne nach Boostedt | Lettow-Vorbeck-Kaserne |
| Instandsetzungsausbildungskompanie 1/6                                                                                            | 1. April 1980     | umbenannt aus Ausbildungskompanie 1/6 | 31. März 1981      | umbenannt in Instandsetzungsausbildungskompanie 6/6 | Lettow-Vorbeck-Kaserne |
| Instandsetzungsausbildungskompanie 5/6                                                                                            | 1. April 1981     | umbenannt aus Instandsetzungsausbildungskompanie 19/1 | 31. März 1994      | aufgelöst und eingegliedert in 7./Instandsetzungsbataillon 6 | Lettow-Vorbeck-Kaserne |
| Instandsetzungsausbildungskompanie 6/6                                                                                            | 1. April 1981     | umbenannt aus Instandsetzungsausbildungskompanie 1/6 | 31. März 1994      | aufgelöst und eingegliedert in 7./Instandsetzungsbataillon 6 | Lettow-Vorbeck-Kaserne |
| Kasernenfeldwebel Hamburg 2 | 1. April 1982     | neu aufgestellt | 31. März 1997      | aufgelöst | Lettow-Vorbeck-Kaserne |
| Panzerbataillon 613 (GerEinh) | 1. Januar 1983    | neu aufgestellt | 30. September 1991 | aufgelöst | Lettow-Vorbeck-Kaserne |
| Feldersatzbataillon 63 | 1984              | verlegt nach Aufstellung am 1. Januar 1981 aus Feldersatzbataillon 167 in Hamburg-Sülldorf, Mobilmachungsstützpunkt                                                                   | 30. September 1993 | aufgelöst | Lettow-Vorbeck-Kaserne |
| Fahrschulgruppe Hamburg 4 | 1. Januar 1986    | neu aufgestellt | 31. März 1994      | aufgelöst; Teile zu Kraftfahrausbildungszentrum Hamburg 1 und Hamburg 2                                                                                           | Lettow-Vorbeck-Kaserne |
| III./Luftwaffenausbildungsregiment 1 mit 9./ bis 12./, Flugabwehrkanonenbatterie 11 (GerEinh) und Luftwaffensanitätstrupp 1 bis 3 | 1. Oktober 1988   | neu aufgestellt aus III./Luftwaffenausbildungsregiment 1 am selben Standort | 1. Oktober 1993    | verlegt in die Wulf-Isebrand-Kaserne nach Heide, gefolgt von 11./ und 12./ ab 1. Januar 1994;                                                                     | Lettow-Vorbeck-Kaserne; zwischen 2. Januar 1990 und 30. Januar 1992 befanden sich 2 Kompanien und Teile des Stabes in der Eggerstedt-Kaserne in Pinneberg |
| Sportfördergruppe der Bundeswehr Hamburg                                                                                          | 1. April 1990     | neu aufgestellt | unbekannt          | aufgelöst | Lettow-Vorbeck-Kaserne |
| Truppenarzt Hamburg | unbekannt         | neu aufgestellt | unbekannt          | aufgelöst | Lettow-Vorbeck-Kaserne |
| Verpflegungsstelle Hamburg | unbekannt         | neu aufgestellt | unbekannt          | aufgelöst | Lettow-Vorbeck-Kaserne |
| Ausbildungskompanie 11/I | unbekannt         | neu aufgestellt als Ausbildungskompanie des Instandsetzungsbataillon 460 | unbekannt          | aufgelöst | Estorff-Kaserne |
| Feldjägerdienstkommando Hamburg                                                                                                   | unbekannt         | verlegt von Sophienterrasse | unbekannt          | verlegt in Reichspräsident-Ebert-Kaserne | Lettow-Vorbeck-Kaserne |

Mit dem Ende des Kalten Krieges und der Deutschen Wiedervereinigung verpflichtete sich Deutschland zur Reduzierung seiner Streitkräfte, die in Hamburg hauptsächlich die Panzergrenadierbrigade 17 traf. Die Lettow-Vorbeck-Kaserne sollte nach ersten Plänen vom März 1991 bereits im Juni 1991 geschlossen werden. Kurz darauf wurde die Aufgabe bis 1994 erwogen. Mitte 1991 verlautete, dass das Instandsetzungsbataillon 6 in der Kaserne bliebe und lediglich die Luftwaffenausbildungseinheit nach 1994 verlegt würde. Im Dezember 1991 fiel dann eine entsprechende Entscheidung durch das Bundesverteidigungsministerium. Bis Juni 1994 wurde die Kaserne durch den Auszug von 600 Soldaten des Luftwaffenausbildungsbataillons teilweise geräumt. 1995 traf es den Standort erneut: nach der Festlegung des Bundesverteidigungsministeriums hatte das Instandsetzungsbataillon 6 nach Schleswig-Holstein umzusiedeln. Unterdessen waren in der Lettow-Vorbeck-Kaserne auch Studierende der benachbarten Universität der Bundeswehr Hamburg einquartiert. Zudem bot die Bundeswehr 1996 in der Kaserne 25 Wohnplätze für Studierende an anderen Hochschulen an.
Am 30. September 1998 wurde die Liegenschaft durch die Bundeswehr aufgegeben.

## Konversion

### Vorüberlegungen, Um- und Zwischennutzungen
Im Juni 1992 wandten sich die CDU und die SPD im Bezirk Wandsbek gegen Pläne zur Umnutzung von Teilen der Kasernenanlage zu einer Asylbewerberunterkunft.
Als 1994 das benachbarte Studio Hamburg expandieren wollte, lehnte die Bundeswehr die Mitnutzung der Kaserne ab.
1995 legte zunächst die CDU im Bezirk Wandsbek erste Vorstellungen für die Nachnutzung des Kasernenareals vor. 1997 folgte die Bezirks-SPD mit ähnlichen Plänen. Demnach sollten Wohnen im Norden und Nordwesten, Gewerbebetriebe im Osten und Süden und ein Sportzentrum im Südwesten ermöglicht werden. Dies wurde 1997 auch im Koalitionsvertrag der beiden Parteien im Bezirk Wandsbek festgelegt.
Die Kaserne diente zwischen 1996 und 2007 in der Fernsehserie Die Rettungsflieger als Drehort und war dort Kulisse für das Rettungszentrum und das Bundeswehrkrankenhaus.
Mit der Entscheidung über den Abzug der Bundeswehr begann 1997 eine Auseinandersetzung über den Verbleib des „Deutsch-Ostafrika-Ehrenmal“ mit den beiden Askari-Reliefs des Bildhauers Walter von Ruckteschell am Eingang zur Lettow-Vorbeck-Kaserne. Auch das „Schutztruppendenkmal“, eine Stele aus Klinkern und Hoheitszeichen vor dem Stabsgebäude der Estorff-Kaserne, kam zur Diskussion. Der Westteil der Kaserne mit den Gebäuden um den Exerzierplatz einschließlich des Stabsgebäudes und der Waffenkammer wurde unter Denkmalschutz gestellt. Auch die Askari-Reliefs erlangten diesen Schutzstatus. Der Kontext des Kasernenbaus als Teil der Aufrüstung der Wehrmacht und Kriegsvorbereitung einerseits und der Kunstwerke zur Verherrlichung des deutschen Kolonialismus andererseits wurde kritisch gesehen. 1999 erfolgte dann eine Entfernung der Reliefs und Zwischenlagerung. Nachdem sich ein Verein für die Einrichtung eines „Tansania-Parks“ mit den Denkmälern einsetzte, traf dies auf Kritik wegen der fehlenden Aufarbeitung der Kolonial- und Militärgeschichte. Dennoch kaufte die Stadt ein 3000 Quadratmeter großes Teilgrundstück im Norden des Kasernenareals und zahlte für die Aufstellung der Reliefs. Ein Kuratorium zur Gestaltung des Parks wurde eingesetzt, geriet jedoch über den Umfang der Kontextualisierung zu Kolonialismus und Militarismus in Streit. Die öffentliche Kritik hielt an. Trotzdem wurden die Reliefs neben dem „Schutztruppenehrenmal“ 2002 aufgebaut. Eine geplante offizielle Eröffnung des Parks im September 2003 wurde abgesagt. Das Gelände ist bis heute nicht frei zugänglich.
Ende 1997 befand sich ein Unterkunftsgebäude bereits im Umbau, um das Bundesrechnungsprüfungsamt einzuquartieren. 1998 zogen 75 Beschäftigte ein. Der Bundesgrenzschutz verlegte im selben Jahr 40 Beamte in die Kaserne.
Mit Aufgabe der Kaserne 1998 interessierte sich ein Investor für das Gelände zur Errichtung eines Medien- und Unterhaltungszentrums, insbesondere mit Studios, Konferenzräumen, Hotels, Gastronomie und Einkaufsmöglichkeiten. Hiergegen regte sich jedoch Widerstand wegen der hohen Besucherzahl und Verkehrsbewegungen. 2001 wurden Unterschriften für ein Bürgerbegehren gegen die Ansiedlung gesammelt und das erforderliche Quorum erreicht. Der Investor plante indes mit 11 Hallen für Einblicke in die Filmproduktion und einem Park. Im September 2001 zog sich jedoch der Investor vom Projekt zurück, bevor eine Entscheidung über das Bürgerbegehren getroffen wurde. Die Pläne mit Gesamtkosten von zuletzt 400 Millionen DM waren damit gescheitert.
Am 21. August 1998 wurde die Durchführung einer städtebaulichen Untersuchung für das Gebiet der ehemaligen Kaserne bekannt gemacht. Im Januar 2009 endete diese Maßnahme.
Mitte 1999 vereinbarten der Bund und die Freie Hansestadt Hamburg die Aufstockung des Personals des Bundesgrenzschutzes in der Stadt. Zugleich wurde die Verlegung des Stabes des Grenzschutzpräsidiums Nord mit 80 Beamten von Bad Bramstedt in die Lettow-Vorbeck-Kaserne vorgesehen. Im nordöstlichen Teil wurden deshalb Kasernenanlagen als Verwaltungs-, Unterkunfts- und Lagergebäude umgenutzt. Eine eingeschossige Schießanlage und eine Hubschrauberaußenlandestelle entstanden neu. Die Bundespolizeiinspektion Hamburg ist hier nun beheimatet.
Ende 1999 wurde bekannt, dass zur Unterbringung von bis zu 600 Flüchtlingen ein Mietvertrag bis Ende August 2001 abgeschlossen worden war. Es erfolgte zwar eine Verlängerung, doch 2003 schloss die Einrichtung.
Das Seewetteramt Hamburg zog 2000 wegen der Sanierung der eigenen Räume mit 150 Mitarbeitern in die Kaserne als Interimslösung um. Ende 2002 konnte der Wetterdienst die Kaserne wieder räumen.
Im September 2001 konnte im südwestlichen Kasernenteil ein Schulungs- und Ausbildungszentrum mit Sporthalle, zwei Sportplätzen und Jugendinternat für den Hamburger Fußballverband mit Baukosten von 5,5 Millionen DM auf dem Kasernenareal fertiggestellt werden.
Ebenfalls zwischen 2004 und 2009 waren ausgemusterte Fahrzeugbestände der Hamburger Feuerwehr untergebracht.

### Bebauungsplanung
Ende 2003 wurden Forderungen nach Erstellung eines Bebauungsplanes und Durchführung eines Architekturwettbewerbes für die Konversion des Kasernengeländes zu Wohnbauten erhoben. Eine Solarsiedlung sollte entstehen.  2004 initiierten die SPD- und die CDU-Fraktion in der Hamburger Bürgerschaft die Bebauung des Geländes mit Reihen-, Doppel- und Einfamilienhäusern sowie Eigentumswohnungen. Der Stadtentwicklungsausschuss beschloss im August 2004 die Auslobung eines Wettbewerbs, der im Oktober 2005 startete und im Februar 2006 abgeschlossen wurde.
Am 5. April 2005 beschloss der Senat ein städtebauliches Leitbild für familienfreundliches Wohnen, einigen Arbeitsstätten und einer Parkanlage.
Im Juli 2005 wurde zwischen der Freien und Hansestadt Hamburg und der Bundesanstalt für Immobilienaufgaben ein Städtebaulicher Rahmenvertrag abgeschlossen.
Seit 2006 mietete die Bundeswehr Teile der Gebäude zurück und brachte dort studierende Offiziere der in der Nähe gelegenen Helmut-Schmidt-Universität/Universität der Bundeswehr Hamburg unter.
Im Oktober 2006 wurde ein Funktionsplan als Überarbeitung des Siegerentwurfs des Architekturwettbewerbs erstellt. Anfang 2007 fand eine Bürgerbeteiligung zum Bebauungsentwurf statt. Demnach waren 650 Wohnungen vorgesehen, darunter bis zu 40 Einfamilienhäuser, 140 Doppelhaushälften, 330 Reihenhäuser und mindestens 160 Etagenwohnungen. Neben der Anlage eines Sees sowie eines Parks sollten ein kulturelles Zentrum mit Alten- und Jugendtreffs und eine Kindertagesstätte entstehen. Zudem war ein Gewerbegebiet geplant.
Im Februar 2008 fiel nach langjährigen Verhandlungen mit dem Bund die Entscheidung zum Kauf des ehemaligen Militärgeländes.
Am 8. Juli 2008 wurde die Aufstellung des Bebauungsplans formal beschlossen. Zuvor war im Koalitionsvertrag zwischen CDU und GAL in Hamburg das entstehende Baugebiet als „Klima-Modellquartier“ für klimaschonendes Bauen vereinbart worden. Nach Auslegungen 2009 und 2010, Beschlussfassung im Juni 2010 durch die Bezirksversammlung erfolgte am 12. April 2011 der Erlass der Verordnung über den Bebauungsplan Jenfeld 23. Im nordwestlichen Bereich waren das denkmalgeschützte Kasernenensemble sowie die umliegenden Flächen als Wohngebiete ausgewiesen. Südwestlich schließt sich das bereits geschaffene Sportleistungszentrum an. Ein Park mit Teichanlagen durchzieht in West-Ost-Richtung das Plangebiet. Vier kleine Mischgebietsflächen umgeben einen zentralen Platz in der Mitte. Im nordwestlichen Teil erhielt die Bundespolizei Flächen. Südlich und westlich grenzen Gewerbegebiete und eine Fläche für Ver- und Entsorgungsbetriebe an. An eine im Norden befindliche Grünfläche, dem so genannten Tansania-Park, schließen sich entlang der Wilsonstraße ein Kerngebiet und Wohngebäude an. Im südöstlichen Bereich des früheren Kasernenareals wurden Neubaugebiete für das Wohnen festgesetzt. 770 Wohneinheiten waren vorgesehen. Für Aufregung und Verzögerungen sorgten dabei die deutlich gestiegenen Erschließungskosten. Eine Plananpassung und ein Kostenzuschuss des Hamburger Senats waren erforderlich, um das Projekt zu retten.

### Umsetzung der Planungen
Ab Januar 2010 wurden weite Teile der Kaserne abgerissen, um das neue Wohngebiet „Jenfelder Au“ zu errichten. Im November 2011 begann die aufwändige Kampfmittelbeseitigung, die sich bis Juli 2012 erstreckte und 4,7 Millionen Euro verschlang. Fast der gesamte Baumbestand musste der Maßnahme weichen. Die Vermarktung der Flächen durch die Hamburger Finanzbehörde startete im März 2012. Im Mai 2012 wurde ein erster Vertrag zur Entwicklung des Stadtviertels unterzeichnet. Dabei wurde ein Recycling von Schmutzwasser für die Herstellung von Biogas und Nutzung für die Wärmeversorgung des Stadtviertels geplant.
Nach der Kampfmittelberäumung begann 2012 die Erschließung der Baufelder, für die jedoch 2023 immer noch Aufträge vergeben wurden. Ende November 2014 startete der erste Neubau für inklusives Wohnen mit 71 Einheiten, das 2015 fertiggestellt wurde. Mitte 2015 waren lediglich 7.500 Quadratmeter Fläche für den Wohnungsbau veräußert, die Gewerbegrundstücke hatten noch keine Abnehmer gefunden. Stattdessen wurde über die Unterbringung von Asylbewerbern nachgedacht, was der Hamburger Senat jedoch ablehnte. 2016 schritten die Bauarbeiten voran und zwei Drittel der Grundstücke waren veräußert. Im Januar 2021 erfolgte der Verkauf der letzten freien Gewerbefläche. Mitte 2021 waren 70 Prozent der geplanten Wohnbauten fertig. Im selben Jahr begannen die Arbeiten an den Neubauten auf den letzten drei Wohnbaufeldern. Insgesamt 1200 Wohneinheiten wird das neue Stadtviertel schließlich umfassen.
Angestrebt wurde die Fertigstellung des Quartiers bis 2024, was jedoch nicht gelang. Die Erschließungsmaßnahmen erstrecken sich noch bis in das zweite Quartal 2025.

## Bildergalerie

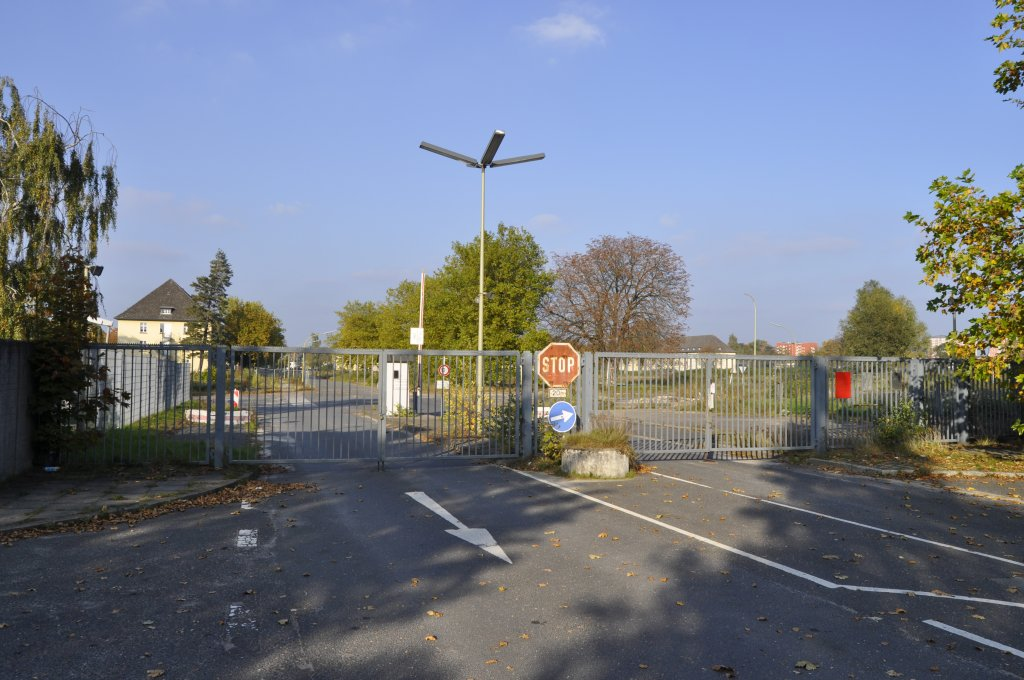
Ehemalige Wache am südlichen Ende der Wilsonstraße
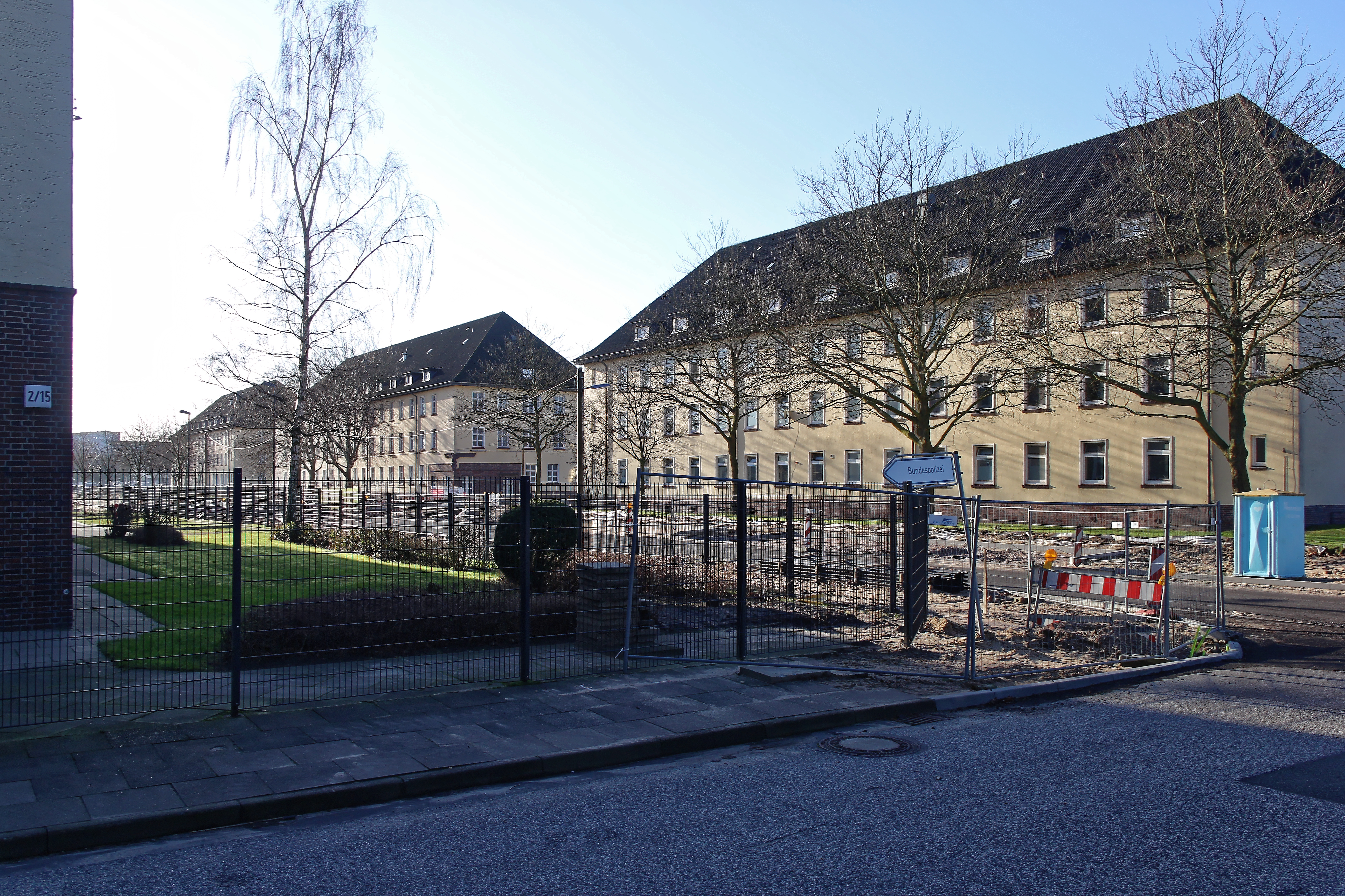
Verlängerung der Wilsonstraße auf dem Gelände
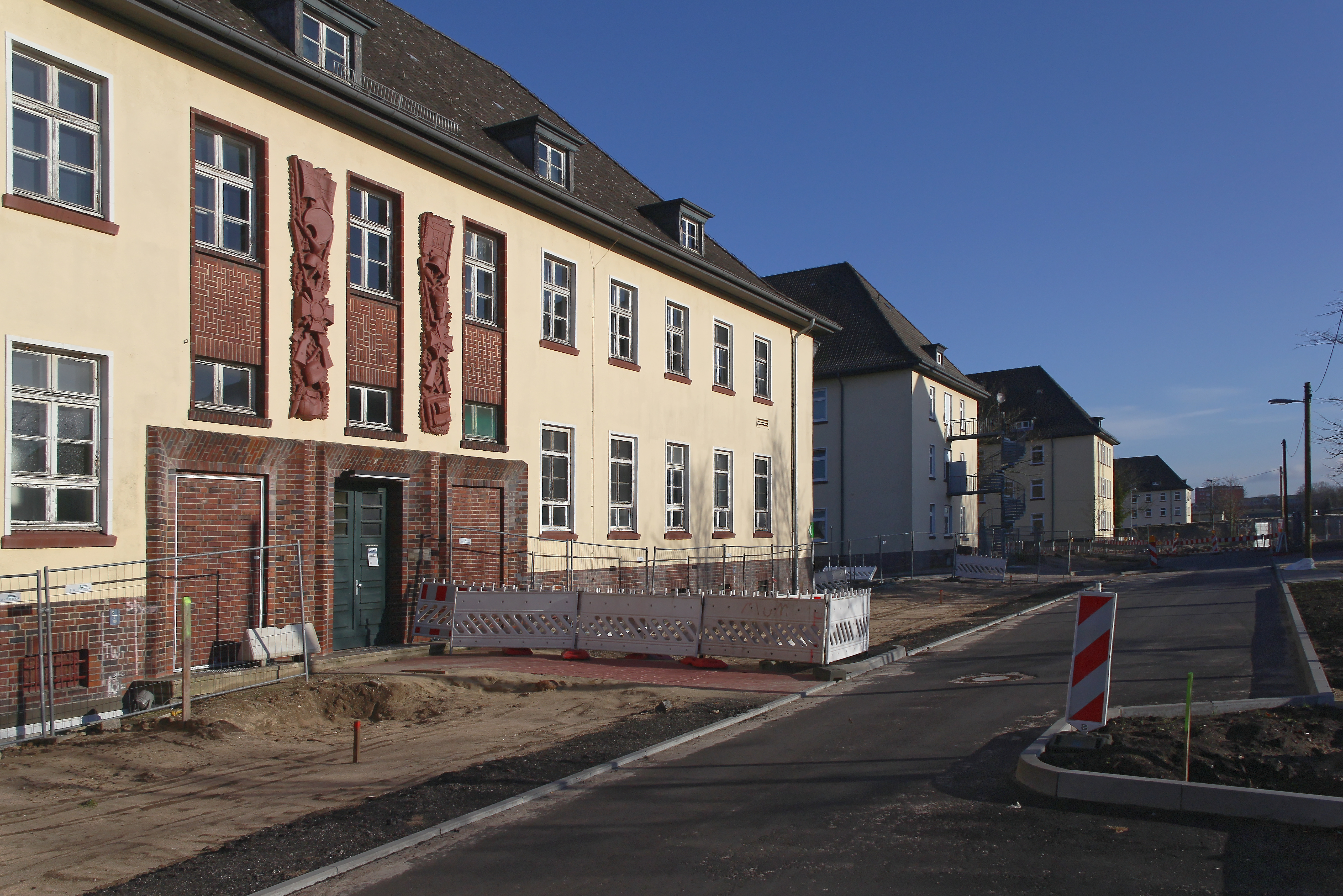
Nordseite des Kleinen Exerzierplatzes
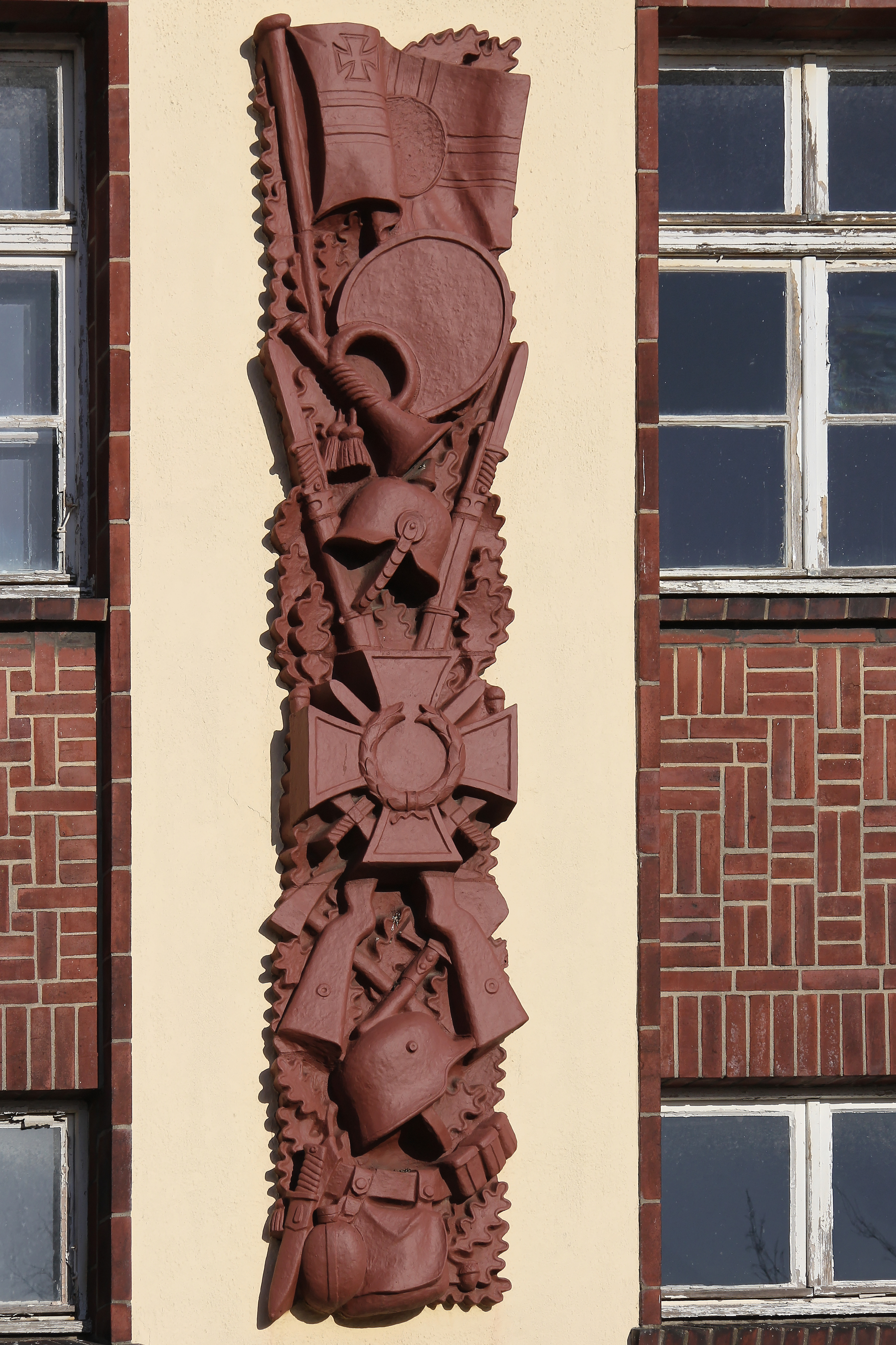
Bauschmuck